# Albert Montañés
Albert Montañés Roca (ur. 26 listopada 1980 w Sant Carles de la Ràpita) – hiszpański tenisista.

## Kariera tenisowa
Zawodowym tenisistą Montañés był w latach 1999–2017.
W grze pojedynczej wygrywał turnieje kategorii ATP Challenger Tour. W turniejach rangi ATP World Tour odniósł sześć zwycięstw – pierwsze w lipcu roku 2008 w holenderskim Amersfoort, drugie w maju 2009 roku w Estoril, trzecie we wrześniu tegoż samego roku w Bukareszcie. Czwarty raz triumfował w maju 2010 roku, zwyciężając ponownie w Estoril, a ostatni w lipcu w Stuttgarcie. Szósty tytuł zdobył w maju 2013 roku w Nicei. Ponadto jest finalistą dalszych pięciu turniejów ATP World Tour; najpierw w sezonie 2001 w Bukareszcie, w 2004 w Walencji, w 2005 w Acapulco, w 2007 w Casablance oraz w 2011 w Kitzbühel.
W grze podwójnej Montañés wygrał dwa turnieje ATP World Tour, zwyciężając najpierw w 2008 roku w Casablance (z Santiago Venturą) oraz w 2010 roku w Ad-Dausze (z Guillermo Garcíą Lópezem). Jest również uczestnikiem czterech deblowych finałów; w 2007 roku w Viña del Mar, Costa do Sauipe i Buenos Aires (wszystkie z Rubénem Ramírezem Hidalgo) oraz w 2008 roku w Costa do Sauipe (z Santiago Venturą).
Najwyżej sklasyfikowany w rankingu singlistów był we wrześniu 2010 roku na 22. miejscu, natomiast w zestawieniu deblistów pod koniec lipca 2007 roku zajmował 73. pozycję.

### Finały w turniejach ATP World Tour
| Legenda                                      |
| -------------------------------------------- |
| Wielki Szlem                                 |
| Igrzyska olimpijskie                         |
| Tennis Masters Cup / ATP Finals              |
| ATP Masters Series / ATP Tour Masters 1000   |
| ATP International Series Gold / ATP Tour 500 |
| ATP International Series / ATP Tour 250      |

#### Gra pojedyncza (6–5)
| Końcowy wynik | Nr | Data             | Turniej    | Nawierzchnia | Przeciwnik         | Wynik finału     |
| ------------- | -- | ---------------- | ---------- | ------------ | ------------------ | ---------------- |
| Finalista     | 1. | 16 września 2001 | Bukareszt  | Ceglana      | Junus al-Ajnawi    | 6:7(5), 6:7(2)   |
| Finalista     | 2. | 18 kwietnia 2004 | Walencja   | Ceglana      | Fernando Verdasco  | 6:7(5), 3:6      |
| Finalista     | 3. | 27 lutego 2005   | Acapulco   | Ceglana      | Rafael Nadal       | 1:6, 0:6         |
| Finalista     | 4. | 29 kwietnia 2007 | Casablanca | Ceglana      | Paul-Henri Mathieu | 1:6, 1:6         |
| Zwycięzca     | 1. | 20 lipca 2008    | Amersfoort | Ceglana      | Steve Darcis       | 1:6, 7:5, 6:3    |
| Zwycięzca     | 2. | 10 maja 2009     | Estoril    | Ceglana      | James Blake        | 5:7, 7:6(6), 6:0 |
| Zwycięzca     | 3. | 27 września 2009 | Bukareszt  | Ceglana      | Juan Mónaco        | 7:6(2), 7:6(6)   |
| Zwycięzca     | 4. | 9 maja 2010      | Estoril    | Ceglana      | Frederico Gil      | 6:2, 6:7(4), 7:5 |
| Zwycięzca     | 5. | 18 lipca 2010    | Stuttgart  | Ceglana      | Gaël Monfils       | 6:2, 1:2 krecz   |
| Finalista     | 5. | 6 sierpnia 2011  | Kitzbühel  | Ceglana      | Robin Haase        | 4:6, 6:4, 1:6    |
| Zwycięzca     | 6. | 25 maja 2013     | Nicea      | Ceglana      | Gaël Monfils       | 6:0, 7:6(3)      |

#### Gra podwójna (2–4)
| Końcowy wynik | Nr | Data            | Turniej         | Nawierzchnia | Partner                | Przeciwnicy                      | Wynik finału   |
| ------------- | -- | --------------- | --------------- | ------------ | ---------------------- | -------------------------------- | -------------- |
| Finalista     | 1. | 4 lutego 2007   | Viña del Mar    | Ceglana      | Rubén Ramírez Hidalgo  | Paul Capdeville Óscar Hernández  | 6:4, 4:6, 6–10 |
| Finalista     | 2. | 18 lutego 2007  | Costa do Sauipe | Ceglana      | Rubén Ramírez Hidalgo  | Lukáš Dlouhý Pavel Vízner        | 2:6, 6:7(4)    |
| Finalista     | 3. | 25 lutego 2007  | Buenos Aires    | Ceglana      | Rubén Ramírez Hidalgo  | Sebastián Prieto Martín García   | 4:6, 2:6       |
| Finalista     | 4. | 17 lutego 2008  | Costa do Sauipe | Ceglana      | Santiago Ventura       | Marcelo Melo André Sá            | 6:4, 2:6, 7–10 |
| Zwycięzca     | 1. | 25 maja 2008    | Casablanca      | Ceglana      | Santiago Ventura       | James Cerretani Todd Perry       | 6:1, 6:2       |
| Zwycięzca     | 2. | 9 stycznia 2010 | Ad-Dauha        | Twarda       | Guillermo García-López | František Čermák Michal Mertiňák | 6:4, 7:5       |